# Isola Lampione
Lampione (Lampiuni in siciliano) è un'isola dell'Italia appartenente all'arcipelago delle isole Pelagie, in Sicilia. Amministrativamente appartiene a Lampedusa e Linosa, comune italiano del libero consorzio comunale di Agrigento. Geologicamente, invece, insieme alla vicina isola di Lampedusa appartiene alla piattaforma continentale africana.

## Geografia

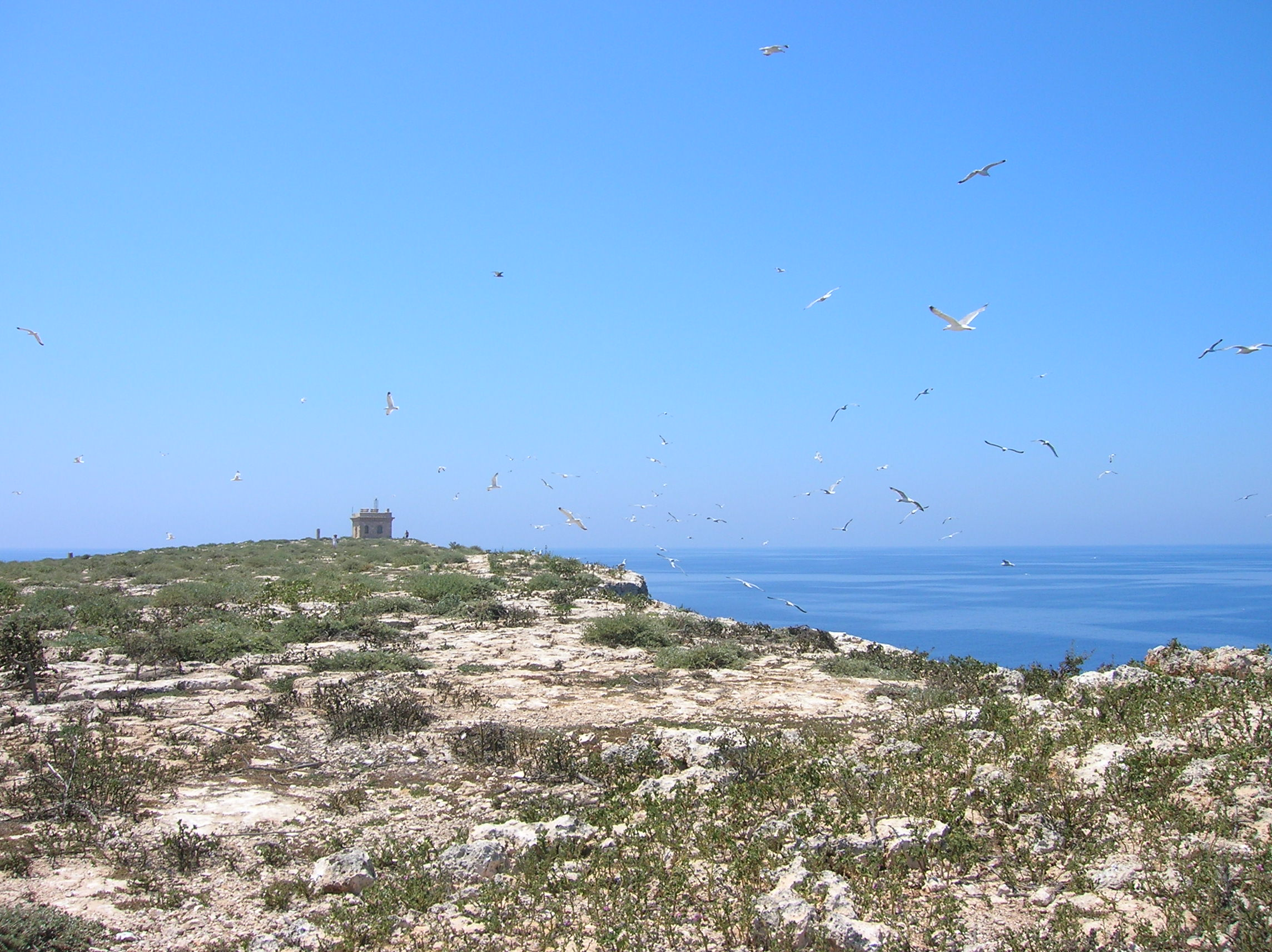
La superficie di Lampione

L'isolotto, lungo 200 metri e largo 180, ha una superficie di circa 0,036 km2 e la sua altezza massima è di 36 metri. L'isola fa parte, come Lampedusa (che dista circa 18 km) della placca continentale africana, al contrario della più lontana Linosa (60 km), che fa ancora parte della zolla siciliana. I fondali della costa meridionale calano a picco mentre quelli sul versante orientale digradano dolcemente, mostrando canali di calcare bianco scarsamente ricoperto di vegetazione.

### Geologia
È l’isola con le rocce più antiche dell’arcipelago Pelagico, infatti è costituita da calcari di mare basso dolomitizzate, risalenti al tardo Eocene (42 Ma) e appartenenti alla Formazione Halk El Menzel, ampiamente conosciuta in alcuni pozzi al largo del golfo di Hammamet.

### Flora e fauna
L'isolotto fa parte dell'area marina protetta Isole Pelagie ed è in zona C nell'attuale regolamento di zonazione dell'AMP. La flora e la fauna non sono quindi soggette a totale protezione ed è consentita attività sull'isola.
Molti uccelli migratori, in particolare gabbiani, sostano qui regolarmente. Inoltre è presente l'endemico Armadillidium hirtum pelagicum, un crostaceo di terra.

## Storia
Secondo la leggenda Lampione era in origine un masso che sarebbe sfuggito dalle mani di un Ciclope. Si narra di due eremiti che abitarono l'isola in passato ma non vi è alcuna testimonianza certa.
L'isolotto, che ha sempre seguito le vicissitudini delle altre Pelagie, non ha mai vissuto avvenimenti storici. Dopo essere entrato a far parte del Regno d'Italia, il 12 giugno 1878 seguì la sorte delle due isole maggiori, essendo incorporato nel nascente Comune di Lampedusa e Linosa. Nel 1897 al largo di Lampione fu avvistato un banco di spugne che attirò l'attenzione di pescatori greci e tunisini in particolare, i quali diedero impulso economico all'arcipelago. Con l'avvento dei materiali plastici la pesca è cessata.

### Toponimo
Lampione oggi non è abitata e l'unico segno dell'uomo è un faro automatico, da cui deriva il nome dell'isola. Il faro è raggiungibile tramite un sentiero che parte da un piccolo attracco artificiale, adatto solo a piccole imbarcazioni.